# Ercole Dogliani
Ercole Dogliani (Torino, 8 dicembre 1888 – Torino, 12 ottobre 1929) è stato un incisore italiano.  
È stato un tenace e convinto artista del legno inciso. La sua specialità era il ritratto, ottenuto combinando abilmente gli effetti con segno semplice e spontaneo.

## Biografia
Artista autodidatta. Fu dapprima fattorino e poi correttore di bozze presso il giornale torinese La Stampa, ma coltivava la sua passione per il disegno eseguendo poetiche vedute della sua città.
Con'incoraggiamento di Leonardo Bistolfi approfondì in particolare la xilografia, di cui fu uno dei maestri nel genere del ritratto. 
Espose la prima volta agli Amici dell'Arte di Torino nel 1921, alla Promotrice delle Belle Arti e alla Pro-Cultura. Allestì una sola personale a Livorno nel 1927. 
Condivise lo studio con Marcello Boglione, insegnante di Incisione all'Accademia Albertina di Torino e con lui , nel 1928, realizzò tavole dedicate alla Vecchia Torino.
Tuttavia la sua produzione più efficace non rientra nell'ambito della veduta o del "quadretto" di genere: di grande potenza infatti sono le silografie di argomento "filosofico", espressione di un'amara riflessione sul senso dell'esistere in una convinta esclusione  di un Aldilà o anche di un'efficacia della sopravvivenza nella memoria dei posteri, secondo la considerazione classica e foscoliana. Particolarmente significative   in tal senso silografie di ex libris propri o destinati all'amico Teresio Rovere, altro importante intellettuale  dell'epoca , nelle quali protagonisti sono fra gli altri un teschio "laureato" nelle cui fauci è il firmamento - da sempre metafora dell'Infinito -  e, sempre nel nero / nulla una rosa il cui stelo spinoso ha forma di punto interrogativo - il dubbio sul "post-mortem" - mentre una rocciosa montagna  affonda nel nulla la vetta, con riferimento - rovesciato nei significati - alla Montagna come luogo dell'epifania del Divino. L'attenzione di personalità autorevoli come Teresio Grandi e Luigi Servolini, autore di un famoso manuale sulla silografia, ne attesta l'importanza nel panorama culturale della prima metà del Novecento (Francesco De Caria)
Una raccolta di sue opere è conservata presso la Biblioteca Civica di Castellamonte.